# Mesobius antipodum
Mesobius antipodum es una especie de pez de la familia Macrouridae en el orden de los Gadiformes.

## Morfología
• Los machos pueden llegar alcanzar los 66 cm de longitud total.

## Hábitat
Es un pez de aguas profundas que vive entre 846-1.300 m de profundidad.

## Distribución geográfica
Se encuentra al este del Índico, el sur de Australia, Nueva Zelanda y la costa sur de Sudáfrica